# Enoxacină
Enoxacina este un antibiotic bactericid din clasa fluorochinolonelor (naftiridinonă) de generația 2-a. Este utilizată în tratamentul unor infecții bacteriene sensibile la acest agent, precum: prostatită, gonoree și alte infecții de tract urinar. Poate induce insomnie.
Este un compus bactericid și mecanismul de acțiune este prin inhibarea ADN-girazei și a topoizomerazei IV bacteriene.